# Ficus lateriflora
Ficus lateriflora är en mullbärsväxtart som beskrevs av Vahl. Ficus lateriflora ingår i släktet fikonsläktet, och familjen mullbärsväxter. Inga underarter finns listade i Catalogue of Life.